# Shiokaze (tàu khu trục Nhật)
Shiokaze (tiếng Nhật: 汐風) là một tàu khu trục thuộc lớp Minekaze được chế tạo cho Hải quân Đế quốc Nhật Bản ngay sau khi kết thúc Chiến tranh Thế giới thứ nhất. Chúng là những tàu khu trục hàng đầu của Hải quân Nhật trong những năm 1930, nhưng đã bị xem là lạc hậu vào lúc nổ ra Chiến tranh Thái Bình Dương. Shiokaze tham gia một số trận đánh nhỏ trước khi quay về đảm trách vai trò tuần tra, vận tải và hộ tống cho đến khi Chiến tranh Thế giới thứ hai kết thúc. Nó bị đánh chìm làm đê chắn sóng tại cảng Onahama, tỉnh Fukushima vào năm 1948

## Thiết kế và chế tạo
Việc chế tạo lớp tàu khu trục kích thước lớn Minekaze được chấp thuận như một phần trong Chương trình Hạm đội 8-4 của Hải quân Đế quốc Nhật Bản trong giai đoạn năm tài chính 1917-1920, kèm theo lớp Momi cỡ trung vốn chia sẻ nhiều đặc tính thiết kế chung. Được trang bị động cơ mạnh mẽ, những con tàu này có tốc độ cao và được dự định hoạt động như những tàu hộ tống cho những chiếc tàu chiến-tuần dương thuộc lớp Amagi mà cuối cùng đã không được chế tạo.
Shiokaze, chiếc thứ tám của lớp tàu này, được chế tạo tại Xưởng hải quân Maizuru. Nó được đặt lườn vào ngày 15 tháng 5 năm 1920; được hạ thủy vào ngày 22 tháng 10 năm 1920; và được đưa ra hoạt động vào ngày 29 tháng 7 năm 1921.

## Lịch sử hoạt động
Sau khi hoàn tất, Shiokaze được điều về Quân khu Hải quân Yokosuka thuộc Hạm đội 2 Hải quân Đế quốc Nhật Bản. Trong những năm 1938-1939, Shiokaze được phân công tuần tra tại khu vực phía Nam Trung Quốc nhằm hỗ trợ cho những nỗ lực của quân Nhật trong cuộc Chiến tranh Trung-Nhật.
Vào lúc xảy ra cuộc tấn công Trân Châu Cảng, Shiokaze đang trong thành phần Hải đội Khu trục 3 thuộc Không hạm đội 1 Hải quân Đế quốc Nhật Bản, đặt căn cứ tại Palau trong lực lượng hộ tống cho tàu sân bay Ryūjō tiến hành tấn công chiếm đóng Philippines.
Từ đầu tháng 1 năm 1942, Shiokaze đặt căn cứ tại vịnh Cam Ranh tại Đông Dương hỗ trợ cho các cuộc tấn công chiếm đóng Sarawak, Palembang và Java. Vào ngày 2 tháng 3 năm 1942, nó hỗ trợ cho tàu khu trục Matsukaze trong việc đánh chìm tàu quét mìn Hà Lan Endeh; và đến cuối tháng 3 tham gia cùng với chiếc Ryūjō trong việc chiếm đóng quần đảo Andaman và cuộc không kích Ấn Độ Dương. Vào ngày 10 tháng 4 năm 1942, Shiokaze được phân về Hạm đội 5 Hải quân Đế quốc Nhật Bản và tham gia cuộc chiếm đóng quần đảo Aleut. Nó lại được điều quay trở về Hạm đội Khu vực Tây Nam vào tháng 8, hộ tống các đoàn tàu vận tải đi lại giữa Nhật Bản và Đài Loan.
Sau khi được sửa chữa vào đầu năm 1943, Shiokaze làm nhiệm vụ hộ tống các đoàn tàu vận tải đi lại giữa Nhật Bản, Manila, Singapore và Palau, tiếp tục vai trò này cho đến cuối tháng 1 năm 1945. Nó bị hư hại nhẹ vào ngày 31 tháng 1 năm 1945 khi bị tấn công ở phía Nam Đài Loan trong khi tìm cách triệt thoái các đội bay khỏi Aparri trên đảo Luzon, và quay về Xưởng hải quân Kure để sửa chữa. Tuy nhiên, việc sửa chữa không bao giờ hoàn tất và Shiokaze vẫn còn ở trong ụ tàu tại Kure vào lúc Nhật Bản đầu hàng.
Sau chiến tranh, nó được sử dụng để hồi hương binh lính Nhật còn trú đóng ở nước ngoài. Ngày 5 tháng 10 năm 1945 Shiokaze được rút khỏi danh sách Đăng bạ Hải quân. Nó sau đó bị đánh chìm làm đê chắn sóng tại cảng Onahama, tỉnh Fukushima vào năm 1948.

## Danh sách thuyền thưởng
- Thiếu tá Tamejiro Takahashi: 29 tháng 7 năm 1921 - 20 tháng 11 năm 1922
- Trung tá Jugoro Arichi: 20 tháng 11 năm 1923 - 1 tháng 12 năm 1923
- Thiếu tá Kunio Shiraishi: 1 tháng 12 năm 1923 - 1 tháng 12 năm 1924
- Thiếu tá Tadashi Kamiyama: 1 tháng 12 năm 1924 - 1 tháng 12 năm 1926
- Lực lượng dự bị: 1 tháng 12 năm 1926 - 10 tháng 6 năm 1927
- Thiếu tá Shichiro Ikeda: 10 tháng 6 năm 1927 - 10 tháng 12 năm 1928
- Thiếu tá Keizo Sato: 10 tháng 12 năm 1928 - 1 tháng 12 năm 1929
- Thiếu tá Tokushi Itakura: 1 tháng 12 năm 1929 - 1 tháng 12 năm 1931
- Trung tá Tamotsu Takama: 1 tháng 12 năm 1931 - 5 tháng 8 năm 1932
- Thiếu tá Kazutaka Niimi: 5 tháng 8 năm 1932 - 1 tháng 6 năm 1934 (thăng Trung tá 1 tháng 12 năm 1932)
- Trung tá Chihiro Nakajima: 1 tháng 6 năm 1934 - 15 tháng 11 năm 1935
- Thiếu tá Tokujiro Fukuoka: 15 tháng 11 năm 1935 - 1 tháng 12 năm 1936
- Thiếu tá Giichiro Nakahara: 1 tháng 12 năm 1936 - 1 tháng 12 năm 1937
- Thiếu tá Toshiichi Toshima: 1 tháng 12 năm 1937 - 1 tháng 12 năm 1938
- Thiếu tá Tokichi Arima: 1 tháng 12 năm 1938 - 1 tháng 3 năm 1939
- Thiếu tá Ryuzo Matsubara: 1 tháng 3 năm 1939 - 26 tháng 9 năm 1939
- Thiếu tá Kanji Yano: 26 tháng 9 năm 1939 - 15 tháng 10 năm 1940
- Thiếu tá Kou Ishii: 15 tháng 10 năm 1940 - 10 tháng 4 năm 1941
- Thiếu tá Youji Tanegashima: 10 tháng 4 năm 1941 - 15 tháng 12 năm 1942
- Thiếu tá Shozou Michiki: 15 tháng 12 năm 1942 - 5 tháng 6 năm 1943
- Thiếu tá Masuhide Sako: 5 tháng 6 năm 1943 - 10 tháng 3 năm 1944
- Thiếu tá Shisei Yasumoto: 10 tháng 3 năm 1944 - 1 tháng 6 năm 1945
- Thiếu tá Makoto Ichise: 1 tháng 6 năm 1945 - 15 tháng 7 năm 1945
- Thiếu tá Chusaburo Kawabe: 15 tháng 7 năm 1945 - 15 tháng 8 năm 1945